# Устокорон
Устокоро́н (тадж. Устокорон) —  Хатлонська області Таджикистану. Адміністративний центр Пахтаободського джамоату Шаартузського району (Шакритусский).
Назва села означає «майстри», складається з усто (умілий), кор (суфікс, який вказує на роботу) та он (суфікс множини). До 2012 року село називалось Солтік.
Населення — 3913 осіб (2017).